# Stanisław Komorowski
Stanisław Jerzy Komorowski (18 de dezembro de 1953 — 10 de abril de 2010) foi um político polaco que foi o vice-ministro da Defesa Nacional de 2007 a 2010.
Foi uma das vítimas do acidente do Tu-154 da Força Aérea Polonesa.